# Liste der Nummer-eins-Hits in Griechenland (2003)
Diese Liste basiert auf den offiziellen Top 50 Greek & Foreign Albums (Top 50 Ελληνικών και Ξένων Άλμπουμ) und den offiziellen Top 50 Singles der IFPI Griechenland.

## Singles
| ← 2002 ← | Liste der Nummer-eins-Hits in Griechenland (Airplay) | Liste der Nummer-eins-Hits in Griechenland (Airplay) | Liste der Nummer-eins-Hits in Griechenland (Airplay)                 | 2004 →                    |
| \| Zeitraum \| Wo. ges. \| Interpret \| Titel Autor(en) \| Zusätzliche Informationen \| \| (Zeitraum, Wochen auf Platz eins, Interpret, Titel, Autor[en], zusätzliche Informationen) \| \| \| \| \| \| ----------------------------------------------------------------------------------------- \| -------- \| ----------------------------------------- \| -------------------------------------------------------------------- \| ------------------------- \| \| 22. Dezember 2002 – 11. Januar 2003 3 Wochen (insgesamt 5) \| 5 \| Despina Vandi \| Gia \| – \| \| 12. Januar 2003 – 25. Januar 2003 2 Wochen \| 2 \| Fame Story Band \| Fame Story No 12 \| – \| \| 26. Januar 2003 – 22. Februar 2003 4 Wochen \| 4 \| Eminem \| Lose Yourself Marshall B. Mathers III, Luis Edgardo Resto, Jeff Bass \| – \| \| 23. Februar 2003 – 5. April 2003 6 Wochen \| 6 \| Panjabi MC \| Mundian To Bach Ke Glen Larson, Stu Philips, Panjabi MC, Labh Janjua \| – \| \| 6. April 2003 – 19. April 2003 2 Wochen \| 2 \| Aspa Tsina \| Ela Lampse \| – \| \| 20. April 2003 – 26. April 2003 1 Woche \| 1 \| Γιώργος Τσαλίκης / George Tsalikis \| Thelo Na Onirevome Mazi Sou \| – \| \| 27. April 2003 – 17. Mai 2003 3 Wochen \| 3 \| Manto \| Never Let You Go \| – \| \| 18. Mai 2003 – 24. Mai 2003 1 Woche \| 1 \| Νίκος Πορτοκάλογλου / Nikos Portokaloglou \| Irthe I Ora \| – \| \| 25. Mai 2003 – 14. Juni 2003 3 Wochen \| 3 \| Hi-5 \| Ksero Ti Zitao \| – \| \| 15. Juni 2003 – 2. August 2003 7 Wochen (insgesamt 9) \| 9 \| Michalis Chatzigiannis \| Monos Mou \| – \| \| 3. August 2003 – 9. August 2003 1 Woche (insgesamt 2) \| 2 \| Sertab \| Every way That I Can \| – \| \| 10. August 2003 – 16. August 2003 1 Woche (insgesamt 9) \| 9 \| Michalis Chatzigiannis \| Monos Mou \| – \| \| 17. August 2003 – 23. August 2003 1 Woche (insgesamt 2) \| 2 \| Sertab \| Every way That I Can \| – \| \| 24. August 2003 – 11. Oktober 2003 7 Wochen (insgesamt 9) \| 9 \| Despina Olimpiou \| Vale Mousiki \| – \| \| 12. Oktober 2003 – 25. Oktober 2003 2 Wochen (insgesamt 5) \| 5 \| Despina Vandi \| Gia \| – \| \| 26. Oktober 2003 – 8. November 2003 2 Wochen (insgesamt 9) \| 9 \| Despina Olimpiou \| Vale Mousiki \| – \| \| 9. November 2003 – 29. November 2003 3 Wochen \| 3 \| Sakis Rouvas \| Pes Tis \| – \| \| 30. November 2003 – 6. Dezember 2003 1 Woche (insgesamt 9) \| 9 \| Michalis Chatzigiannis \| Monos Mou \| – \| \| 7. Dezember 2003 – 13. Dezember 2003 1 Woche \| 1 \| Lefteris Pantazis \| Se Miso \| – \| \| 14. Dezember 2003 – 3. Januar 2004 3 Wochen \| 3 \| Paschalis Terzis \| Varia Anthigiina \| – \| |                                                      |                                                      |                                                                      |                           |
| ← 2002 |                                                      |                                                      |                                                                      | → 2004 →                  |
| Zeitraum | Wo. ges.                                             | Interpret                                            | Titel Autor(en)                                                      | Zusätzliche Informationen |
| (Zeitraum, Wochen auf Platz eins, Interpret, Titel, Autor[en], zusätzliche Informationen) |                                                      |                                                      |                                                                      |                           |
| 22. Dezember 2002 – 11. Januar 2003 3 Wochen (insgesamt 5) | 5                                                    | Despina Vandi                                        | Gia                                                                  | –                         |
| 12. Januar 2003 – 25. Januar 2003 2 Wochen | 2                                                    | Fame Story Band                                      | Fame Story No 12                                                     | –                         |
| 26. Januar 2003 – 22. Februar 2003 4 Wochen | 4                                                    | Eminem                                               | Lose Yourself Marshall B. Mathers III, Luis Edgardo Resto, Jeff Bass | –                         |
| 23. Februar 2003 – 5. April 2003 6 Wochen | 6                                                    | Panjabi MC                                           | Mundian To Bach Ke Glen Larson, Stu Philips, Panjabi MC, Labh Janjua | –                         |
| 6. April 2003 – 19. April 2003 2 Wochen | 2                                                    | Aspa Tsina                                           | Ela Lampse                                                           | –                         |
| 20. April 2003 – 26. April 2003 1 Woche | 1                                                    | Γιώργος Τσαλίκης / George Tsalikis                   | Thelo Na Onirevome Mazi Sou                                          | –                         |
| 27. April 2003 – 17. Mai 2003 3 Wochen | 3                                                    | Manto                                                | Never Let You Go                                                     | –                         |
| 18. Mai 2003 – 24. Mai 2003 1 Woche | 1                                                    | Νίκος Πορτοκάλογλου / Nikos Portokaloglou            | Irthe I Ora                                                          | –                         |
| 25. Mai 2003 – 14. Juni 2003 3 Wochen | 3                                                    | Hi-5                                                 | Ksero Ti Zitao                                                       | –                         |
| 15. Juni 2003 – 2. August 2003 7 Wochen (insgesamt 9) | 9                                                    | Michalis Chatzigiannis                               | Monos Mou                                                            | –                         |
| 3. August 2003 – 9. August 2003 1 Woche (insgesamt 2) | 2                                                    | Sertab                                               | Every way That I Can                                                 | –                         |
| 10. August 2003 – 16. August 2003 1 Woche (insgesamt 9) | 9                                                    | Michalis Chatzigiannis                               | Monos Mou                                                            | –                         |
| 17. August 2003 – 23. August 2003 1 Woche (insgesamt 2) | 2                                                    | Sertab                                               | Every way That I Can                                                 | –                         |
| 24. August 2003 – 11. Oktober 2003 7 Wochen (insgesamt 9) | 9                                                    | Despina Olimpiou                                     | Vale Mousiki                                                         | –                         |
| 12. Oktober 2003 – 25. Oktober 2003 2 Wochen (insgesamt 5) | 5                                                    | Despina Vandi                                        | Gia                                                                  | –                         |
| 26. Oktober 2003 – 8. November 2003 2 Wochen (insgesamt 9) | 9                                                    | Despina Olimpiou                                     | Vale Mousiki                                                         | –                         |
| 9. November 2003 – 29. November 2003 3 Wochen | 3                                                    | Sakis Rouvas                                         | Pes Tis                                                              | –                         |
| 30. November 2003 – 6. Dezember 2003 1 Woche (insgesamt 9) | 9                                                    | Michalis Chatzigiannis                               | Monos Mou                                                            | –                         |
| 7. Dezember 2003 – 13. Dezember 2003 1 Woche | 1                                                    | Lefteris Pantazis                                    | Se Miso                                                              | –                         |
| 14. Dezember 2003 – 3. Januar 2004 3 Wochen | 3                                                    | Paschalis Terzis                                     | Varia Anthigiina                                                     | –                         |

Siehe auch: Nummer-eins-Hits 2003 in  Australien, Belgien, Dänemark, Deutschland, Finnland, Frankreich, Irland, Italien, Japan, Kanada, Mexiko, Neuseeland, den Niederlanden, Norwegen, Österreich, Polen, Portugal, Rumänien, Schweden, der Schweiz, Singapur, Spanien, Ungarn, den Vereinigten Staaten und im Vereinigten Königreich.